# Моффат, Джон Смит
Моффат Джон Смит (англ. John Smith Moffat) (1835 — 1918) — британский миссионер и колониальный агент на Юге Африки, сын Роберта Моффата и шурин известного миссионера и путешественника Давида Ливингстона.

## Биография
Джон Моффат, как и его более знаменитый отец, был конгрегационалистским проповедником и был связан с Лондонским миссионерским обществом, однако он сыграл значительную роль в присоединении к британским владениям Матабелеленда, позднее вошедшего в состав Южной Родезии, сегодняшней Республики Зимбабве.
В качестве миссионера в 1859 году он участвовал в основании первой христианской миссии среди ндебеле (матабеле), а в 1865 году он возглавил основанную его отцом миссию в Курумане. В 1879 году он оставил миссионерскую деятельность и поступил на колониальную службу. В 1888 году по инициативе Сесила Родса он отправился к правителю матабеле Лобенгуле, намереваясь, используя репутацию своего отца, чтобы убедить Лобенгулу подписать договор о дружбе с Британией. Моффат также должен был добиться подписания Лобенгулой концессии на разработку полезных ископаемых.

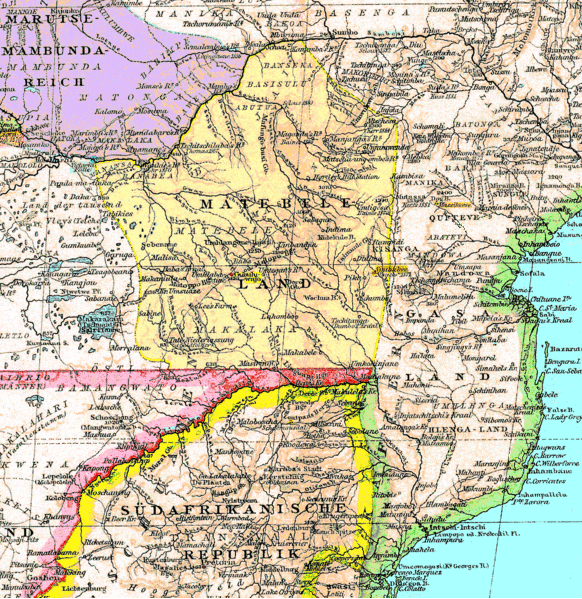
Матабелеленд, 1887

Добившись успеха в переговорах с Лобенгулой, Моффат вскоре разочаровался в политике Родса, которая проводилась исключительно в интересах Британской южноафриканской привилегированной компании (БСАК) и игнорировала интересы африканцев.
Он порвал с Родсом, когда последний развязал Первую войну с матабеле. В 1893 году Моффат изобличил мошеннические методы, с помощью которых БСАК получила концессию Босмана в Нгамиленде (район озера Нгами), в результате чего её аннулировали. В 1894 годы, когда произошли столкновения полиции БСАК с воинами вождя бамангвато Кхама III, Моффат выступил с предупреждением, что следующей жертвой Родса станет британский союзник Кама. Однако начальник Моффата, Шиппард, будучи агентом Родса, сместил Моффата.